# Spermophilus xanthoprymnus
Spermophilus xanthoprymnus är en däggdjursart som först beskrevs av Bennett 1835.  Spermophilus xanthoprymnus ingår i släktet sislar och familjen ekorrar. Inga underarter finns listade i Catalogue of Life.

## Taxonomi
De flesta arterna i det tidigare släktet Spermophilus har efter DNA-studier konstaterats vara parafyletiska med avseende på präriehundar, släktet Ammospermophilus och murmeldjur. Detta släkte har därför delats upp i flera släkten. Kvar i Spermophilus finns endast den gamla världens sislar, som, bland andra, denna art.

## Beskrivning
En liten sisel med en kroppslängd på 19 till 29 cm, inklusive den korta svansen (3 till 5 cm). Ovansidan är gråaktig till mörkbrun med ljusare sidor, och buken vitaktig till gulaktig. Ögonen är stora, öronen små och de gulaktiga fötterna försedda med raka klor. Arten har kindpåsar till att lagra föda i.

## Ekologi
Arten lever på relativt vegetationsfattiga grässtäpper och andra torra gräsmarker samt på klippterräng på bergssidor och liknande. Den förekommer främst på höjder mellan 800 och 2 700 m.
Spermophilus xanthoprymnus konstruerar ett omfattande, underjordiskt bosystem. Under sommaren konstrueras även temporära, enklare bon med en diameter på 1,5 m och mellan 3 och 5 utgångar. Födan består av gräs, lökar och frön; upp till 1,3 kg föda kan lagras i boet.
Arten sover vintersömn mellan september och mitten av februari.

### Fortplantning
Djuren parar sig efter vintervilans slut. Mellan 1 och 6 ungar föds i april till juli. Ungarna blir könsmogna efter första vintervilan.

## Utbredning
Utbredningsområdet omfattar Turkiet med utlöpare till Armenien och nordvästra Iran.

## Status
IUCN kategoriserar arten globalt som nära hotad, och populationen minskar. Främsta orsaken är habitatförlust genom att områdena där den lever omvandlas till åkermark. I Turkiet betraktas individer som redan lever i åkermark som skadedjur.